# Zna (Mstino-See)
Die Zna (russisch Цна) ist ein 160 km langer Fluss im Flusssystem der Newa in der russischen Oblast Twer.
Sie entspringt auf den Waldaihöhen nahe der Wasserscheide zwischen Newa und Wolga. Von dort fließt sie überwiegend in nördlicher Richtung. Der Fluss wird kurz vor der Stadt Wyschni Wolotschok zum 109 km² großen Wyschnewolozkoje-Stausee aufgestaut. Anschließend durchfließt die Zna Wyschni Wolotschok und mündet in den Mstino-See. Dieser wird von der Msta zum Ilmensee hin entwässert. Ein Großteil des Wassers wird jedoch vom Wyschnewolozkoje-Stausee über einen Kanal zur Twerza, einem Wolga-Nebenfluss, abgeleitet.
Das Einzugsgebiet der Zna umfasst ca. 4420 km². Der mittlere Abfluss 38 km vor der Mündung beträgt 12,3 m³/s.
Aufgrund ihrer Lage führte früher eine wichtige Handelsroute am Fluss entlang.